# Teppuu
Teppuu (鉄風) (lit. Vento de Ferro, também conhecido como Teppuu, ou Tetsufuu) é um mangá criado, escrito e ilustrado por Oota Moare. O mangá está sendo publicado pela revista de mangá seinen good! Afternoon desde 2008.

## Sinopse
O mangá conta a história de Ishidou Natsuo, uma recém chegada ao ensino médio japonês, que possui dons físicos para esporte acima do comum para garotas normais de sua idade, o que deixa suas colegas e adversárias irritadas por trabalharem duro e não conseguirem ser páreo para ela que parece estar sempre entediada e nunca levar nada a sério. Ela admite ser arrogante e enteiada com a facilidade de vencer qualquer oponente, porém sente-se solitária por causar tal sentimento de repulsa em suas colegas. Isso não a faz ficar completamente solitária, pois possui sempre uma amiga, chamada Kei, com a qual conversa constantemente sobre suas habilidades e assuntos aleatórios, é a única amiga de Ishidou.
O enredo tem início após a chegada de uma nova aluna, Yuzuko Mawatori que voltou do Brasil a pouco tempo e pretende criar um clube de MMA, para tanto está a procura de membros para oficializar um junto ao colégio. No primeiro encontro Yuzuko convida Ishidou para ingressar em seu clube, porém Ishidou nega alegando já participar de outro grupo, e ao mesmo tempo não demonstra interesse, por achar que todas as atividades possíveis de participar são chatas, fáceis e entediantes. Contudo, após pensar muito sobre a "diversão" a qual Yuzuko disse possuir o seu clube, Natsuo resolve passar por onde Yuzuko a convidou para ir assitir a um treino, atrás do colégio, e lá tem o primeiro contato com o MMA, o que desperta um sentimento diferente nela, pois naquela arte seu dom de ser boa em tudo não lhe garantiu uma vitória fácil.

## Personagens

### Colégio
Ishidou Natsuo
Ishidou é a personagem principal da série, ela tem uma habilidade natural em tudo que faz, a deixando sem ambições e em constante tédio por achar tudo fácil. Apesar de se mostrar arrogante e aparentemente sempre irritada, ela busca alguém que a derrote, para que ela tenha um motivo para ficar mais forte. Ela costuma ser arrogante e provocativa com os adversários, devido a certeza de vitória. Após conhecer Yuzuko Mawatori e ser apresentada ao mundo do MMA ela passa a ter um novo sentimento, que revive suas emoções antes reprimidas pelo tédio de sempre conseguir vencer em qualquer atividade facilmente.
Yuzuko Mawatori
Yuzuko é uma aluna que retornou de fora do Japão, ela pretende criar um grupo de artes marciais no colégio para o qual retornou, ela é colega de Ishidou, e amiga de Ringi Cordeiro. Yuzuko tem sobrancelhas grossas, que a identificam e chamam a atenção. É uma garota energetica e hiperativa que adora lutar.
Ringi Cordeiro
Ringi é filha de um mundialmente famoso lutador de MMA do Brasil, Mario Cordeiro. Ela passou a maior parte de sua vida no Brasil, mas retornou ao Japão junto ao seu pai para participar de um torneio de MMA, e aproveitou para visitar sua amiga de infância, Yuzuko. Ela é tão energética e hiperativa quanto Yuzuko, e mantem uma expressão alegre em seu rosto enquanto luta, confundindo seus adversários que a julgam como fraca. Sua capacidade de luta é impressionante, a ponto de fazer Natsuo sentir-se insegura em lutar contra ela, no entanto, ao ver Natsuo lutar contra Yuzuko, Ringi percebeu o talento natural de Natsuo e desde então tenta convencê-la a lutar, em vão, pois Natsuo só deseja lutar contra Yuzuko. Em sua chegada ao Japão Ringi fez uma luta de demonstração contra Takenaka Risuke, um lutador de MMA aposentado, apesar de jovem, a qual venceu com facilidade. Ringi se transferiu para o mesmo colégio de Yuzuko e Ishidou, e com mais uma colega criaram o clube de MMA.
Kei
Kei é colega de classe de Natsuo, elas faziam parte do clube de voleibol até Natsuo sair do clube por achá-lo entediante. Kei é a companhia de Natsuo durante os intervalos e lanches, e é também sua companhia para assitir a lutas á qual Natsuo não quer ir sozinha. Ela aparenta ter interesse por filmes de ação e artes marciais, apesar de gostar apenas de assitir. É possivelmente a única amiga atual de Natsuo.
Sanae Sawamura
Sanae é capitã do clube de karatê, ela foi vice-campeã do campeonato colegial nacional de karate em algum ano anterior, o que a faz a karateca de maior prestígio do clube, e atleta mais reconhecida do colégio. Era amiga de infância de Natsuo, mas passou a tratá-la friamente após Natsuo sair do clube alegando que o mesmo não possuía ninguém forte o suficiente para enfrentá-la. Sanae é contra o clube de MMA por defender a tradição do Karate. O fato de perceber que Natsuo se interessou pelo clube de MMA a deixou com mais rancor contra a antiga amiga.
Mai Ganeko
Mai é membro do clube de karate, ela se considera a única conhecedora do passado negro de Sanae. Ela odeia mortalmente Natsuo, pela frieza e arrogância com que ela trata os membros do clube e Sanae. Seu ódio e trabalho duro não são suficientes para vencer Natsuo.

### Academia de MMA
Takenaka Risuke
Takenaka é um jovem aposentado do mundo das lutas, ele era muito reconhido no MMA japonês antes de desistir da carreira de lutador e tornar-se apenas técnico. Takenaka foi convidado para lutar com Ringi numa luta demonstrativa para divulgar o evento que escolheria a mulher mais forte do mundo, e acabou perdendo antes de conseguir levar a luta para o solo, sua especialidade. Sua derrota gerou o interesse e um certo temor em Natsuo que assitia a luta pela tv, e a ira de Kotani Karin, aluna de Takenaka.
Kotani Karin
Kotani é uma lutadora de MMA sobre os ensinamentos e treino de Takenaka, a quem deve muito respeito e consideração, sua primeira aparição foi em um panfleto que Natsuo pegou, nele ela convidava novos alunos para uma academia próxima a casa de Natsuo. Karin jurou vingança contra Ringi Cordeiro, dizendo que se inscreveria no mesmo torneio que ela para provar ser a mulher mais forte do mundo e fazê-la pagar por ter humilhado seu mestre na TV. Ela é extremamente habilidosa e forte, se proclamando a mulher mais forte do japão, e provando isso dentro dos ringues.
Kirido Haruka
Haruka treina na academia com as demais lutadoras, inclusive Natsuo. Ao ver Natsuo ser admirada por seu tamanho pelas outras lutadoras da academia, Kirido a provocou, e automaticamente se colocou em posição de sua rival, uma vez que ambas tem quase a mesma altura. (Kirido tem 1,77 m, Natsuo tem 1.82). Natsuo não se interessou por ela como rival até Kirido despreza-la a provocando. Kirido era lutadora de Judô antes de entrar para academia, o que a deu vantagem nos treinos contra Natsuo, uma vez que Natsuo fazia karate, e o treino em questão era de luta no solo, com imobilizações e passagens de guardas, técnicas muito usadas no judô, mas praticamente nulas no Karate.

### Outros
Mário Cordeiro
Mário é o pai de Ringi, considerado uma lenda no mundo do MMA, é dito que ele venceu 500 lutas sem nenhuma derrota. Ele aparamentemente chegou ao Japão com o intuito de inscrever sua filha no torneio internacional que apontará a mulher mais forte do mundo, mas seus obetivos no Japão ainda não foram esclarecidos, pois sua filha se matriculou em um colégio, o que leva a crer que ele não está só de passagem.

## Publicação
Escrito e ilustrado por Moare Ohta, Teppu fez sua estreia na primeira edição da revista seinen Good! Afternoon da Kodansha em 7 de novembro de 2008, e terminou em 7 de julho de 2015. A Kodansha reuniu seus capítulos em oito volumes tankōbon, lançados de 5 de março de 2010 a 7 de outubro de 2015.

### Volumes
| N.º | Data de lançamento    | ISBN              |
| --- | --------------------- | ----------------- |
| 1   | 5 de março de 2010    | 978-4-06-310637-4 |
| 2   | 5 de março de 2010    | 978-4-06-310638-1 |
| 3   | 7 de outubro de 2010  | 978-4-06-310698-5 |
| 4   | 7 de junho de 2011    | 978-4-06-310755-5 |
| 5   | 7 de maio de 2012     | 978-4-06-387821-9 |
| 6   | 6 de junho de 2014    | 978-4-06-387974-2 |
| 7   | 7 de setembro de 2015 | 978-4-06-388084-7 |
| 8   | 7 de outubro de 2015  | 978-4-06-388091-5 |